# 懷爾德尼斯 (密蘇里州)
懷爾德尼斯（英語：Wilderness）是位於美國密蘇里州俄勒岡縣的非建制地區。

## 歷史
懷爾德尼斯的郵局於1882年設立，其後於1954年停運。

## 地理
懷爾德尼斯所處的海拔為高於海平面256米（即840英呎），而該地所採用的時區為UTC-6，即北美中部時區（CST）。同時該地設有夏令時間，為UTC-6調快一小時，即UTC-5（CDT）。